# Abiogênese
Abiogênese(pt-BR) ou Abiogénese(pt-PT?) (do grego a-bio-genesis, "origem não biológica") designa de modo geral o estudo sobre a origem da vida a partir de matéria não viva. No entanto há que se fazer distinções entre diferentes ideias ou hipóteses as quais o termo pode ser atribuído. Atualmente o termo é usado em referência à origem química da vida a partir de reações em compostos orgânicos originados abioticamente. Esta designação entretanto, é ambígua, pois muitos pesquisadores se referem ao mesmo processo utilizando o termo 'biogênese'. Ideias antigas de abiogênese também recebem o nome de geração espontânea, e essas foram, há muito tempo, descartadas pela ciência; consistiam basicamente na suposição de que organismos mais complexos, dos que se observam diariamente, não se originassem apenas de seus progenitores, mas de qualquer ser inanimado.
O consenso científico atual é que a abiogênese ocorreu aproximadamente entre há 4400 milhões de anos, quando o vapor de água se condensou pela primeira vez na Terra, e há 2700 milhões de anos, quando a proporção de isótopos estáveis de carbono (12C e 13C), ferro e enxofre aponta para uma origem biogénica de minerais e sedimentos e marcadores biomoleculares indicam a existência de fotossíntese.
Este tema inclui também a panspermia e outras teorias exogénicas referentes à possibilidade da origem da vida ser extra-terrestre ou extra-planetária. Estas hipóteses supõem que a origem da vida ocorreu em alguma altura nos últimos 13,7 bilhões de anos da evolução do Universo desde o Big Bang.. A hipótese da panspermia não encontra atualmente muita ênfase no meio científico por não resolver mas sim transferir a questão acerca da origem da vida para outro local do universo, ao passo que, por fatos verificáveis, há até o momento confirmação dessa apenas na Terra. Atualmente, microfósseis dentro de rochas em Quebec, Canadá, datam de 3,77 a 4,28 bilhões de anos e são o registro mais antigo da vida na Terra, sugerindo uma rápida origem da vida após a formação do oceano há 4,4 bilhões de anos. De acordo com Stephen Blair Hedges, "Se a vida surgiu relativamente rápido na Terra ... então poderia ser comum no Universo.".
Os estudos sobre a origem da vida são um campo limitado de pesquisa apesar do seu profundo impacto na biologia e na compreensão do mundo natural. O progresso neste campo é geralmente lento e esporádico, apesar de atrair a atenção de muitos devida à importância da questão. Várias hipóteses têm sido propostas, dentre as quais a Teoria de Oparin da sopa primordial e a do mundo do RNA, que a complementa.
Atualmente, o termo abiogênese (do grego a-bio-genesis, "origem não biológica") é usado em referência à origem química da vida a partir de reações em compostos orgânicos originados abioticamente, sendo essa ideia geralmente referida como abiogênese química. Paradigma científico atualmente válido para a origem da vida, segundo a abiogênese química a primeira protocélula, com capacidade de autorreprodução, teve origem diretamente na matéria inanimada, e uma vez presente, por evolução, derivou-se a seu tempo, por reprodução, a origem de toda a diversidade biológica no planeta. A abiogênese química não implica a origem direta na matéria inanimada de organismos complexos; em verdade proíbe tal cenário. A veracidade dessa hipótese encontra forte corroboração na árvore da vida, que remete todos os seres vivos do planeta não apenas a ancestrais comuns mas também os converge a um único ancestral comum.
Embora há muito descartadas pela ciência, outras ideias acerca da origem dos seres vivos, geralmente mais antigas, também recebem o nome de abiogênese, e entre elas destaca-se certamente a chamada abiogênese espontânea, ligada à ideia da geração espontânea de organismos já complexos.  Nesse estilo moscas "brotariam" de matéria orgânica em decomposição. A geração espontânea não encontra corroboração científica nos dias de hoje, encontrando-se há muito refutada pela ciência.

## Geração espontânea
Os primeiros defensores conhecidos das ideias nesse sentido foram Anaximandro, seu pupilo Anaxímenes, e outros como Xenófanes, Parmênides, Empédocles, Demócrito, e Anaxágoras. Sustentavam de modo geral que a geração espontânea ocorria, mas em versões variadas.
O defensor mais famoso dessa hipótese na antiguidade foi Aristóteles há mais de dois mil anos, e em sua versão, supunha a existência de um "princípio ativo" dentro de certas porções da matéria inanimada. Esse princípio ativo organizador, que seria responsável, por exemplo, pelo desenvolvimento de um ovo no animal adulto, cada tipo de ovo tendo um princípio organizador diferente, de acordo com o tipo de ser vivo. Esse mesmo princípio organizador também tornaria possível que seres vivos completamente formados e surgissem a partir da "matéria bruta".
A ideia era baseada em observações - descuidadas, sem rigor científico atual - de alguns animais aparentemente surgirem de matéria em putrefação, ignorando a pré-existência de ovos ou mesmo de suas larvas. Isso antecedeu o desenvolvimento do método científico tal como é hoje, não havendo tanta preocupação em certificar-se de que as observações realmente correspondessem ao que se supunha serem fatos, levando a falsas conclusões.
Relatos de geração espontânea são encontrados, por exemplo, na mitologia grega: após o dilúvio universal, o casal humano sobrevivente Deucalião e Pirra precisou da ajuda dos deuses para recriar a humanidade, mas os animais apareceram através da geração espontânea.
Essas ideias sobre abiogênese eram aceitas comummente até há cerca de dois séculos. Ainda no século XIII, havia a crença popular de que certas árvores costeiras originavam gansos; relatava-se que algumas árvores davam frutos similares a melões, no entanto contendo carneiros completamente formados em seu interior. No século XVI, Paracelso, descreveu diversas observações acerca da geração espontânea de diversos animais, como sapos, ratos, enguias e tartarugas, a partir de fontes como água, ar, madeira podre, palha, entre outras.
Cientistas de todos os campos do saber acreditavam, por exemplo, que as moscas eram originadas da matéria bruta do lixo. Já no século XVII Em resposta às dúvidas de Sir Thomas Browne sobre "se camundongos podem nascer da putrefação", Alexander Ross respondeu:
Então pode ele (Sir Thomas Browne) duvidar se do queijo ou da madeira se originam vermes; ou se besouros e vespas das fezes das vacas; ou se borboletas, lagostas, gafanhotos, ostras, lesmas, enguias, e etc., são procriadas da matéria putrefeita, que está apta a receber a forma de criatura para a qual ela é por poder formativo transformada. Questionar isso é questionar a razão, senso e experiência. Se ele duvida que vá ao Egito, e lá ele irá encontrar campos cheios de camundongos, prole da lama do Nilo, para a grande calamidade dos habitantes.:
O médico belga J. B. Van Helmont, que posteriormente foi responsável por grandes experimentos sobre fisiologia vegetal, chegou a prescrever uma "receita" para a produção espontânea de camundongos em 21 dias. Segundo ele, bastava que se jogasse, num canto qualquer, uma camisa suja (o princípio ativo estaria no suor da camisa) e sementes de trigo para que dali a 21 dias fosse constatada a geração espontânea.
Essas conclusões errôneas se devem a falta de metodologia apropriada, limitando variáveis que pudessem trazer resultados falsos - como por exemplo, impedir que ratos já formados tivessem acesso à "receita" que supunha-se produzir ratos - aliada ao pressuposto de que a geração espontânea era mesmo possível.

### Francesco Redi
O primeiro passo na refutação científica da abiogênese aristotélica foi dado pelo italiano Francesco Redi, que em 1668, provou que larvas não nasciam em carne que ficasse inacessível às moscas, protegidas por telas, de forma que elas não pudessem botar lá seus ovos. Em suas "Experiências sobre a geração de insetos", Redi disse:
Embora me sinta feliz em ser corrigido por alguém mais sábio do que eu caso faça afirmações errôneas, devo expressar minha convicção de que a Terra, depois de ter produzido as primeiras plantas e animais, por ordem do Supremo e Onipotente Criador, nunca mais produziu nenhum tipo de planta ou animal, quer perfeito ou imperfeito…
Redi então supunha que a geração espontânea teria ocorrido apenas durante os primórdios da Terra. Formulou a hipótese que o que aparentava ser geração espontânea na verdade era oriundo de ovos serem depositados por moscas no material em putrefação. Admitiu a necessidade de testar essa hipótese. Formulou o experimento então de forma a limitar as variáveis de forma mais cuidadosa, deixando metade dos frascos tampados e outra metade destampada.
No entanto notou que essa metodologia também deixava alguma margem de erro. Enquanto as tampas dos frascos impediam o acesso das moscas, impediam também a renovação no ar no interior dos frascos, talvez então impedindo que o "princípio ativo" propiciasse a geração espontânea dos "vermes". Para dar conta dessa parte do problema, aperfeiçoou o experimento, tampando os frascos com gaze, que permitia a entrada de ar. O resultado foi o mesmo; embora "vermes" não tivessem surgido dentro da carne dentro de um copo de vidro, por ter sido impedido o acesso das moscas, apareceram vários no exterior da gaze, tentando forçar sua entrada, os quais foram removidos por Redi.
Assim, no século XVII foi gradualmente sendo demonstrado que, ao menos no caso de todos os organismos facilmente visíveis, a geração espontânea não ocorria, e que cada ser vivo conhecido era proveniente de uma forma de vida preexistente, a ideia conhecida como biogênese.

### Needham e Spallanzani
A invenção e aperfeiçoamento do microscópio renovaram a aceitação à abiogênese. Em 1683, Anton van Leeuwenhoek descobriu os microrganismos, e logo foi notado que não importava o quão cuidadosamente a matéria orgânica fosse protegida por telas, ou fosse colocada em recipientes tampados, uma vez que a putrefação ocorresse, era invariavelmente acompanhada de uma miríade de bactérias e outros organismos. Não se acreditava que a origem desses seres estivesse relacionada a reprodução sexuada, então sua origem acabou sendo atribuída à geração espontânea. Era tentador pensar que enquanto formas de vida "superiores" surgissem apenas de progenitores do mesmo tipo, houvesse uma fonte abiogênica perpétua da qual organismos vivos nos primeiros passos da evolução surgiam continuamente, dentro de condições favoráveis, da matéria inorgânica.
John Needham, em 1745, realizou novos experimentos que vieram a reforçar a hipótese de a vida poder originar-se por abiogênese. Consistiam em aquecer em tubos de ensaio líquidos nutritivos, com partículas de alimento. Fechava-os, impedindo a entrada de ar, e os aquecia novamente. Após vários dias, nesses tubos proliferavam enormes quantidades de pequenos organismos. Esses experimentos foram vistos como grande reforço a hipótese da abiogênese.
Mas em 1768, Lazzaro Spallanzani criticou duramente a teoria e os experimentos de Needham, através de experimentos similares, mas tendo fervido os frascos fechados com sucos nutritivos durante uma hora, que posteriormente foram colocados de lado durante alguns dias. Examinando os frascos, não encontrava-se qualquer sinal de vida. Ficou dessa forma demonstrado que Needham falhou em não aquecer suficientemente a ponto de matar os seres preexistentes na mistura.
Isso no entanto não foi suficiente para descartar por completo a hipótese da abiogênese. Needham replicou, sugerindo que ao aquecer os líquidos a temperaturas muito altas, pudesse estar se destruindo ou enfraquecendo o "princípio ativo". A hipótese de abiogênese continuava sendo aceita pela opinião pública, mas o trabalho de Spallanzani pavimentou o caminho para Louis Pasteur.

### Pasteur
Foi principalmente devido ao grande biólogo francês Louis Pasteur, em 1862, que a ocorrência da abiogênese, que nesse caso se referia a Geração espontânea, no mundo microscópico foi refutada tanto quanto a ocorrência no mundo macroscópico. Contra o argumento de Needham sobre a destruição do princípio ativo durante a fervura, ele formulou experimentos com frascos com "pescoço de cisne", que permitiam a entrada de ar, ao mesmo tempo em que minimizavam consideravelmente a entrada de outros micróbios por via aérea.
Dessa forma, demonstrava que a fervura em si, não tirava a capacidade dos líquidos de manterem a vida, bastaria que organismos fossem neles introduzidos. O impedimento da origem da vida por falta do princípio ativo, também pode ser descartado, já que o ar podia entrar e sair livremente da mistura. O recipiente com "pescoço de cisne" permaneceu nessas condições, livre de micróbios durante cerca de um ano.

### Nicolas Appert
Nicolas Appert aproveitou as ideias de Spallanzani de ferver frascos e passou a ferver alimentos e guardá-los em vidros herméticos.

### A geração espontânea é descartada
Mais tarde, descobriu-se que esporos de bactérias são geralmente envolvidos em membranas resistentes ao calor, e que apenas a prolongada exposição à elevadas temperaturas e a baixa umidade - a um tostador - poderia ser reconhecida como um processo eficientes de esterilização [carece de fontes?]. Variações súbitas de temperaturas (choques térmicos) também são eficazes, sendo ambos os princípios aplicados juntos em vários processos modernos de esterilização, a citar na pasteurização. Além disso, a presença de bactérias, ou seus esporos, é tão universal que apenas precauções extremas podem evitar a reinfecção de material esterilizado. Corroborou-se desta forma que todos os organismos que constituam-se ou dependam de células exibindo complexidade não trivial - todos os atualmente conhecidos - derivam-se de organismos vivos preexistentes, recebendo esta regularidade natural o nome de Lei da Biogênese.
É importante contudo ressaltar que a lei da biogênese conforme proposta atualmente não contradiz a abiogênese química proposta para o primeiro ser vivo - o de complexidade trivial - a habitar o planeta Terra.

## Origem química da vida
Os experimentos de Louis Pasteur refutaram a abiogênese aristotélica, ou geração espontânea, mas não dizem nada quanto à origem química da vida - também chamada de biopoese (do grego bio, vida, + poiéo, produzir, fazer, criar), evolução química, quimiossíntese, ou ainda, biogênese por Teilhard de Chardin. Essa forma de abiogênese supostamente ocorreu sob condições totalmente diferentes, dentro de períodos de tempo muito maiores, não sendo algo que se suponha poder ocorrer a qualquer instante, ou hoje em dia. O próprio Charles Darwin percebeu impedimentos básicos para que isso ocorresse:
Costuma-se dizer frequentemente que todas as condições necessárias para o surgimento de um ser vivo encontram-se presentes agora como sempre se encontraram. Mas se (e como é grande esse se!) nós pudéssemos imaginar que, nos dias de hoje, em alguma poçazinha tépida, com todos tipos de sais amoníacos e fosfóricos, luz, calor, eletricidade, etc., estando presentes, um composto protéico estivesse quimicamente formado e pronto para sofrer mudanças mais complexas, tal composto seria imediatamente devorado ou absorvido, o que não teria ocorrido antes dos seres vivos terem sido formados.
Além disso, diferentemente da abiogênese aristotélica, o conceito atual não propõe a origem espontânea de formas de vida complexas, de algo similar qualquer das espécies atuais, mas em vez disso uma origem mais singular da vida, decorrendo de um complexo processo gradual, com vários estágios. A vida nesses estágios provavelmente diferiria muito das formas atuais a ponto de tornar incerta sua classificação como "vida", bem como a delimitação entre a "vida" e "não vida", de forma similar à situação em que os vírus e príons se encontram hoje.
Nos últimos 120 anos, soube-se que não há diferença entre matéria viva e a "bruta" ou "inanimada". Os seres vivos não são compostos de algo fundamentalmente diferente de outros objetos, nem têm um "princípio ativo" que lhes dá a vida. Carbono, hidrogênio, oxigênio e nitrogênio são os elementos predominantes dos seres vivos, e também encontram-se fora deles. A vida é uma questão de organização material de compostos formados por esses elementos. A abiogênese então se daria através de processos e etapas que cumulativamente produzissem a organização básica dos seres vivos. O químico Friedrich Wöhler, ainda em 1828, demonstrou que compostos orgânicos podem formar-se a partir de substâncias inorgânicas em laboratório. Mais tarde, os químicos descobriram que os principais "tijolos" da vida, aminoácidos, nucleotídeos e lipídios, podem todos se formar, bastando existirem fontes de carbono, nitrogênio, e energia.
Não há uma teoria apenas para o processo, mas várias diferentes possibilidades, sem que qualquer uma seja vista como definitivamente melhor que a outra, apesar de haver as que são mais populares. De grande valor histórico pode-se citar a teoria da "sopa primordial", do cientista russo Aleksandr Ivanovitch Oparin, com ideias similares às formuladas independentemente por J. B. S. Haldane, ambos na década de 1920. Hipotetizavam que uma série de reações envolvendo a suposta química atmosférica na Terra primordial culminariam com a origem da vida.

### Teoria Oparin-Haldane ou teoria heterotrófica
Segundo Oparin, em ambiente aquoso, compostos orgânicos teriam sofrido reações que iam levando a níveis crescentes de complexidade molecular, finalmente formando agregados colóides, ou coacervados. Esses coacervados seriam aptos a se "alimentar" rudimentarmente de outros compostos orgânicos presentes no ambiente, de forma similar a um metabolismo primitivo. Os coacervados não eram ainda organismos vivos, mas ao se formarem em enormes quantidades, e se chocarem no meio aquoso durante um tempo muito longo, acabariam atingindo um nível de organização que desse a propriedade de replicação. Surgiria aí uma forma de vida extremamente primitiva.
Haldane supunha que os oceanos primordiais funcionassem como um imenso laboratório químico, alimentado por energia solar. Na atmosfera, os gases e a radiação UV originariam compostos orgânicos, e no mar formaria-se então uma sopa quente de enormes quantidades de monômeros e polímeros. Grupos desses monômeros e polímeros adquiririam membranas lipídicas, e desenvolvimentos posteriores levariam finalmente às primeiras células vivas.
Estavam ao menos parcialmente corretos, quanto a origem de aminoácidos e outros tijolos básicos da vida, como comprovou-se com o experimento de Urey-Miller, em 1953, que simulava essas condições atmosféricas, e o de Juan Oró em 1961. Os experimentos foram repetidos com diversas atmosféricas hipotéticas, sempre obtendo resultados similares.
Posteriormente, Sidney Fox levou o experimento um passo adiante fazendo que esses tijolos básicos da vida se unissem em proteinóides - moléculas polipeptidicas similares a proteínas - por simples aquecimento. No trabalho seguinte com esses aminoácidos e pequenos peptídeos foi descoberto que eles podiam formar membranas esféricas fechadas, chamadas de microesferas. Fox as descreveu como formações de protocélulas, acreditando que fossem um passo intermediário importante na origem da vida. As microesferas tinham dentro de seu envoltório um meio aquoso, que mostrava movimento similar a ciclose. Eram capazes de absorver outras moléculas presentes no seu ambiente; podiam formar estruturas maiores fundindo-se umas com as outras, e em certas situações, destacavam-se protuberâncias minúsculas de sua superfície, que podiam se separar e crescer individualmente.
As pesquisas nesse sentido não pararam por aí, sendo ainda muito importantes os experimentos e hipóteses levantadas por nomes como Manfred Eigen, Sol Spiegelman, Thomas Gold, A. G. Cairns-Smith, e uma série de outros trabalhos mais atuais.

### Teoria do mundo do RNA
Mais recentemente, em 1986, Walter Gilbert propôs uma etapa na origem da vida que envolvia a existência de moléculas auto-replicadoras constituídas por RNA. O RNA é actualmente um mediador entre o DNA e as proteínas na maioria dos seres vivos, mas Gilbert propôs que nos primeiros estágios da vida, o RNA era o material genético principal. Além de propriedades auto-replicadoras, o RNA tem também actividade catalisadora de reacções químicas. Apenas em 2009 cientistas conseguiram criar ribonucleotídeos em laboratório a partir de elementos mais básicos (isto é, matéria viva, não matéria sem vida) sob condições provavelmente existentes na Terra jovem.

## A perspectiva das religiões
Todas as religiões têm as suas concepções, crenças, teorias ou histórias sobre a criação da vida e a origem do homem. Para obterem-se detalhes sobre as teorias de criação conforme pregadas pelas diversas religiões se deve geralmente procurar pelos tomos ou textos sagrados que as embasam. Para as religiões judaico-cristãs, estas fontes de informação provem do Torá e da Bíblia. A Teoria da criação segundo o Islamismo pode ser encontrada no Corão. Há contudo religiões onde não há uma fonte central de informação.

## Níveis de organização dos organismos vivos

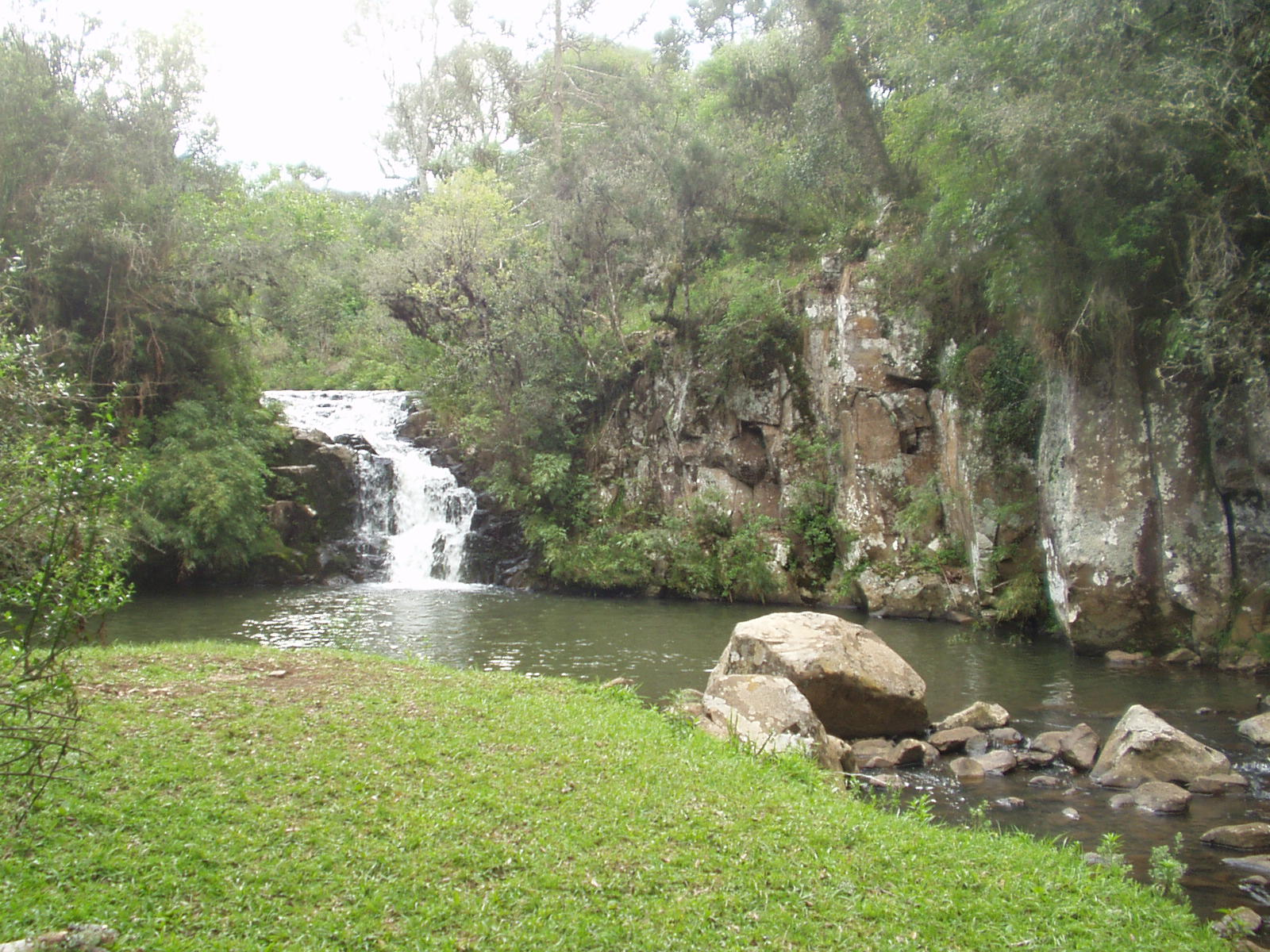
A presença de água em estado líquido é um fator fundamental da vida em nosso planeta, e, até onde podemos conceber, um requisito essencial para a vida em qualquer ponto do universo.

### Materiais disponíveis (elementos biogênicos)
O primeiro requisito fundamental refere-se à disponibilidade dos elementos químicos essenciais à vida. De fato, o carbono, o hidrogênio, o oxigênio, o nitrogênio, o fósforo e o enxofre, denominados coletivamente "elementos biogênicos" (geradores de vida), estão entre os mais abundantes do universo. Pertencem igualmente ao grupo dos elementos mais leves da tabela periódica,  e são ou formam facilmente compostos voláteis. Estão, por isso, sempre presentes em grande quantidade em planetas ou satélites grandes e frios o suficiente para possuírem atmosferas, e tendem a se acumularem em suas camadas superficiais.
Por outro lado, a natureza das reações bioquímicas conhecidas exige que as temperaturas reinantes permitam a existência de água em estado líquido. Estes limites são fundamentais aos conceitos de habitabilidade planetária e de zona habitável. Em 2015, amostras de rochas de 3,2 bilhões de anos - três quartos do caminho de volta para o nascimento do planeta - mostraram evidências químicas de que a vida estava usando nitrogênio do ar. A proporção de átomos de nitrogênio mais pesados e mais leves se encaixa no padrão de enzimas fixadoras de nitrogênio contidas em organismos unicelulares, e não foi encontrada em nenhuma reação química que ocorra na ausência de vida. Os pesquisadores analisaram 52 amostras variando entre as idades de 2,75 a 3,2 bilhões de anos, recolhidos na África do Sul e noroeste da Austrália. Estas são algumas das rochas mais antigas e mais bem preservadas do planeta. As rochas foram formadas a partir de sedimentos depositados em margens continentais, por isso são livres de irregularidades químicas que ocorrem perto de um vulcão submarino. Elas também se  formaram antes da atmosfera ter adquirido oxigénio, há aproximadamente 2,3-2,4 bilhões de anos atrás, e assim preservam pistas químicas que desapareceram em rochas modernas. Até 2017, os fósseis mais antigos encontrados, a "evidência direta" de vida na Terra, mostram que a vida apareceu entre 3,8 a 4,3 bilhões de anos atrás.

### Distribuição dos elementos biogênicos no universo

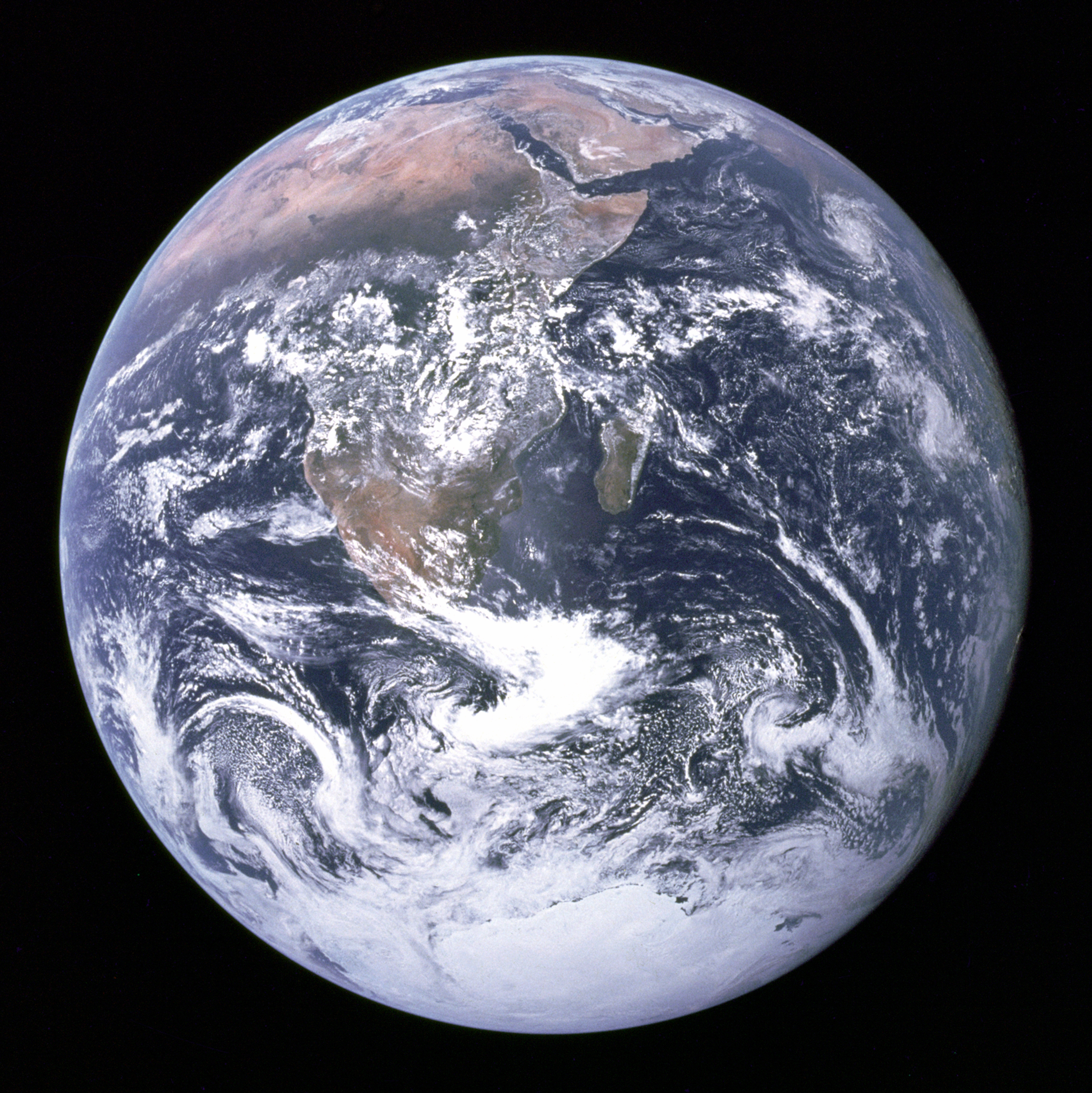
A situação da Terra no sistema solar é fundamental para que ela abrigue as condições ideais para a vida.

Embora ainda não se tenha evidências a respeito da composição das atmosferas dos planetas extra-solares, é altamente improvável que os elementos biogênicos não constituam a maior parte da sua massa. A grande diferença que pode ser esperada entre as composições atmosféricas dos vários planetas é, tal como no sistema solar, a que é decorrente da capacidade de retenção dos vários gases em função da temperatura e da força gravitacional. Assim, os planetas grandes e frios tendem a reter uma grande quantidade de hidrogênio, resultando em atmosferas redutoras (CH4, NH3, H2, H2O).
Nos planetas (ou satélites) muito pequenos ou muito quentes, o envoltório gasoso é facilmente perdido. Apenas os planetas em que a temperatura moderada está aliada a um porte médio, há a possibilidade de formação de atmosferas oxidadas, devido à perda seletiva (ou escape) do hidrogênio. As atmosferas oxidadas podem ser neutras (N2, CO2, H2O) ou oxidantes (quando há um excesso de oxigênio: N2, CO2, O2, H2O).
As composições prováveis das atmosferas planetárias variam basicamente, portanto, no que diz respeito a seu grau de oxidação. A discussão a respeito do grau de oxidação da atmosfera primitiva da Terra é um dos tópicos fundamentais aos modelos de origem da vida.

### Combinação (compostos orgânicos)
Nos organismos vivos, os elementos biogênicos constituem moléculas de grande variedade estrutural onde se distinguem três classes principais; os lipídeos formados pela combinação de compostos muito reduzidos e insolúveis em água; os glicídeos e os protídeos, ambos de grau de redução intermediário, e tipicamente solúveis em água na sua forma monomérica (ou seja, quando as moléculas que os constituem, os monossacarídeos e os aminoácidos, estão desagrupadas). Já em sua forma agrupada, os polímeros, podem apresentar as características físico-químicas mais variadas.

### Agregação dos materiais orgânicos
As formas poliméricas dos glicídeos incluem tanto formações lineares quanto expansões laterais. Estes polímeros têm geralmente função estrutural (celulose) ou de acúmulo energético (amido, glicogênio). Já os polímeros derivados dos aminoácidos, os polipeptídeos, além de se prestarem a estas mesmas funções, têm papel essencial no funcionamento do metabolismo.
Os polipeptídeos fabricados pelos organismos vivos são denominados proteínas. As proteínas envolvidas em funções metabólicas são denominadas enzimas. São basicamente constituídas de cadeias lineares de aminoácidos que organizam-se espacialmente formando hélices ou novelos determinados pela constituição individual dos aminoácidos componentes da cadeia. A conformação espacial de cada proteína é responsável por suas características físico-químicas.

### Orientação espacial (quiralidade)

Alanina R e L

Para que a conformação espacial das proteínas seja constante é indispensável que os aminoácidos que a constituem tenham uma orientação espacial determinada. Todos os aminoácidos, com exceção da glicina, podem existir em duas formas geometricamente opostas denominadas enantiômeros. Esta propriedade constitui a chamada 'quiralidade' (do grego chiros -'mão'), pois as duas formas diferem uma da outra em termos de orientação espacial da mesma forma que a mão esquerda difere da mão direita. Os aminoácidos e açúcares preparados por métodos artificiais sem o uso de agentes quirais são sempre misturas de partes iguais dos dois enantiômeros. Nos seres vivos, ao contrário, o maquinário metabólico é totalmente específico, sintetizando e utilizando aminoácidos e açúcares pertencentes a uma mesma forma estrutural.

### Organização funcional
O surgimento da organização funcional dos organismos primitivos, ou seja, a forma como as moléculas se dispõem para constituir as primeiras entidades capazes de interagir com o meio ambiente é outro passo fundamental. O fato de que nos organismos atuais todas as funcionalidades presumem a existência de compartimentos individualizados, as células, demonstra que a conquista da celularidade foi certamente um fato decisivo na história primitiva dos sistemas vivos. As primeiras células emergiram da sopa primordial bilhões de anos atrás: os blocos de construção de proteínas poderiam ter estabilizado as membranas celulares contra sal e íons que estavam presentes nos oceanos antigos. Além disso, as membranas podem ter sido um local para essas moléculas precursoras co-localizarem, um mecanismo potencial para explicar o que juntou os ingredientes para a vida.

### Transmissão da informação
O outro requisito essencial da evolução primitiva da vida foi o desenvolvimento da possibilidade de transmitir a informação adquirida na interação com o meio ambiente, que requer a possibilidade de reprodução e também a possibilidade de criação e preservação da variabilidade entre os organismos. Estas características dependem das propriedades singulares dos ácidos nucleicos (RNA e DNA), moléculas que são capazes de conter informação e de se replicar, estando esta replicação sujeita a pequenos erros. O aumento da variabilidade traduz-se num grande número de modos de interação com o meio ambiente, dos quais os mais eficazes são preservados, por meio da seleção natural.

## Evolução das ideias

### Hipótese heterotrófica (ou clássica/padrão)
O marco inicial do questionamento científico moderno a respeito da origem da vida, pode ser posicionado nos experimentos de Louis Pasteur, demonstrando que a formação de organismos vivos a partir da matéria inanimada (geração espontânea), não poderia ser, ao contrário do que muitos supunham então, um fenômeno trivial.

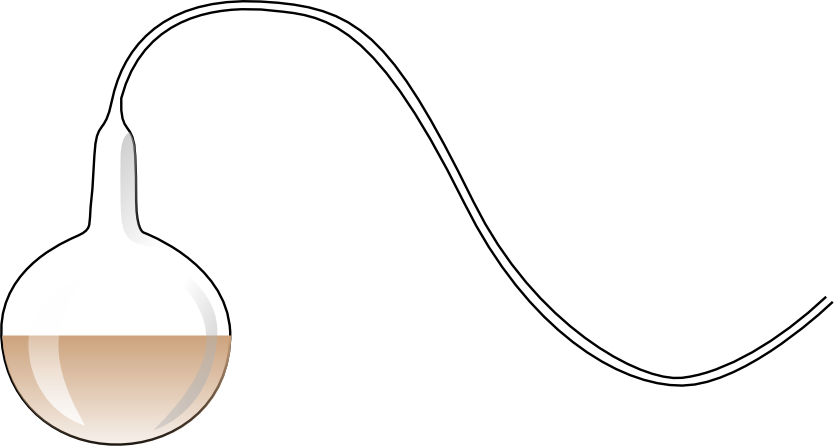
Balão « pescoço de cisne » utilizado por Pasteur para demonstrar que a formação de organismos em preparados nutritivos era oriunda da contaminação por germes presentes no ar.

A partir daí, os cientistas voltaram-se para a ideia de que a indagação científica a respeito do surgimento da vida deveria ter como foco as condições muito especiais exigidas para este processo, que possivelmente teriam existido apenas nos primórdios da história do planeta Terra.
Uma das primeiras abordagens do problema foi o questionamento acerca das características dos primeiros seres vivos. Para sobreviver num ambiente primordial seria necessário que estes organismos primitivos fossem capazes de sintetizar seus próprios nutrientes (isto é, seriam autotróficos), ou dispusessem de uma fonte externa de compostos orgânicos (neste caso seriam heterotróficos). A maior complexidade dos organismos autotróficos, que devem ser capazes tanto de produzir quanto de consumir seu alimento, sugeriu aos cientistas das primeiras décadas do século XX que a Terra primitiva teria sido um ambiente rico em compostos orgânicos (Hipótese heterotrófica).
A descoberta da composição química das atmosferas dos planetas exteriores, contendo hidrogênio, metano e amônia, gases constituídos pelos mesmos elementos que os compostos orgânicos que integram os seres vivos, sugeriu a Oparin, um dos primeiros pesquisadores a se dedicarem a esta questão, que também nosso planeta poderia ter tido uma atmosfera com composição semelhante. Não conteria, por conseguinte, oxigênio, que poderia causar a decomposição dos compostos orgânicos por oxidação.
Mais tarde Haldane aperfeiçoou o modelo sugerindo que, sob ação de relâmpagos ou da radiação ultravioleta estes compostos seriam formados na atmosfera e carregados pelas chuvas aos oceanos, que passariam a ter as características de uma "sopa quente e rala" (hot thin soup).
Outra contribuição teórica importante foi a de John Desmond Bernal, que levantou a questão da necessidade de concentração destes componentes e sugeriu como fatores importantes as superfícies de evaporação em lagoas costeiras e a capacidade de absorção de compostos minerais em contato com os oceanos primitivos. Elaborou também o conceito de biopoese, sistematizando em etapas progressivas o desenvolvimento da complexidade dos seres vivos. Estas formulações ganharam muita credibilidade depois que em 1953, Stanley Miller, trabalhando sob orientação de Harold C. Urey, logrou obter, num histórico experimento, uma variedade de aminoácidos. A verdadeira importância deste experimento é, hoje, bastante contestada. Nem a composição atmosférica utilizada é atualmente considerada plausível sob um ponto-de-vista geoquímico, nem os resultados obtidos parecem próximos de elucidar os possíveis passos subsequentes da história da vida.

### Papel das argilas
Retomando as ideias de Bernal, Alexander Graham Cairns-Smith, desenvolveu a hipótese de que os minerais argilosos teriam constituído não somente o suporte, mas também o próprio sistema genético da vida primitiva, posteriormente suplantado por compostos orgânicos (ácidos nucléicos). Em sua defesa levantou a capacidade de replicação de superfícies cristalinas, preservando defeitos e irregularidades, e também a complexidade química dos polímeros envolvidos nos processos reprodutivos atuais.

### Modelos Hidrotermais

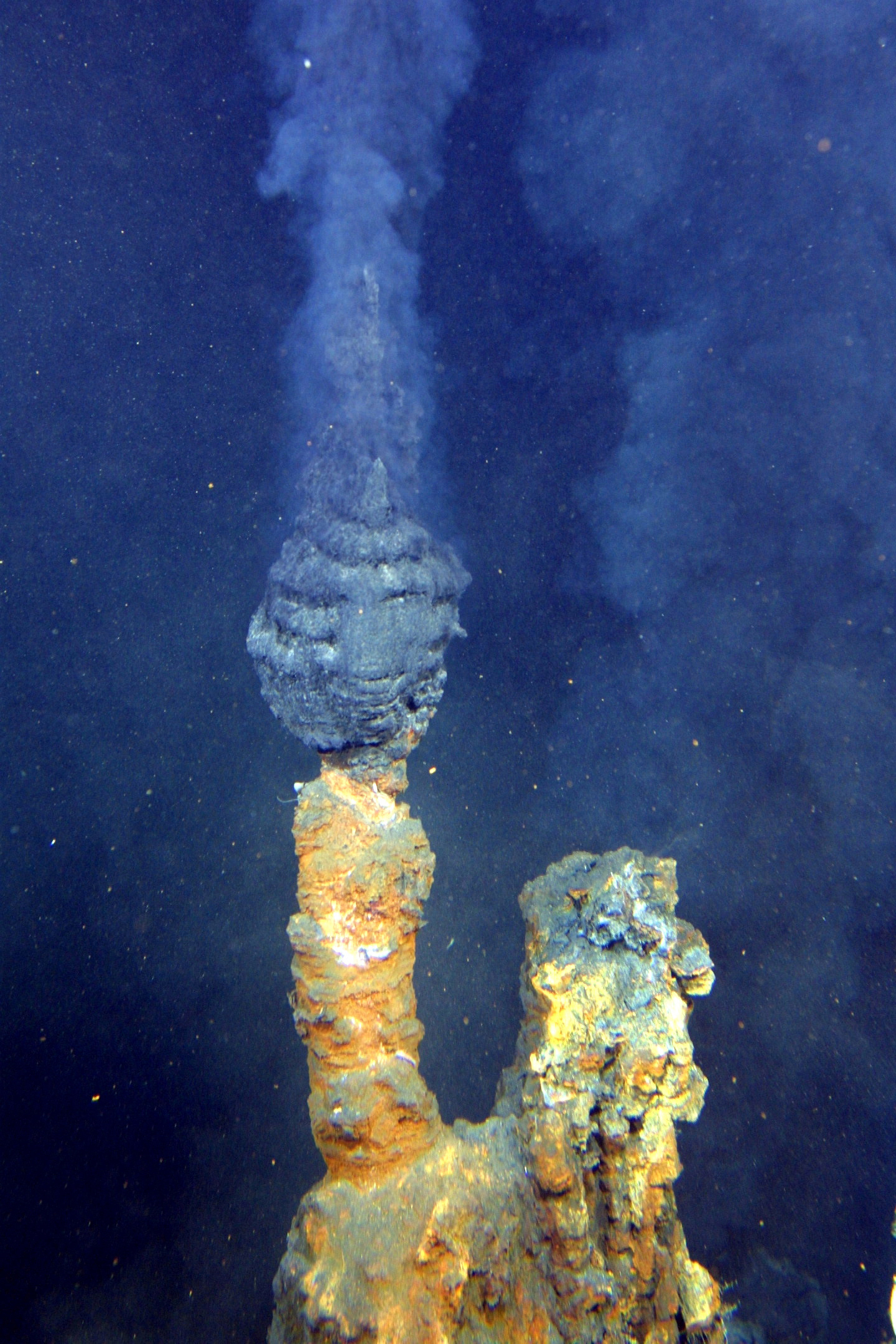
Fumarolas negras. Nas últimas três décadas, a atividade das fendas hidrotermais submarinas tem sido alvo de investigações no sentido de avaliar o seu possível papel no surgimento da vida.

A descoberta, em 1979,  da Fossa das Galápagos (Corliss, Baross, Hoffman), um rico ecossistema alimentado por compostos provenientes da atividade hidrotermal e portanto, independente dos processos fotossintéticos, serviu de base à hipótese de uma origem quimiossintética autotrófica para a vida. Dentre as muitas variantes desta proposta, a mais detalhada é aquela que foi elaborada por Günter Wächtershäuser, postulando uma fase primitiva do metabolismo em que os processos bioquímicos seriam estruturados de forma bidimensional, sobre as superfícies da pirita (FeS2), um mineral abundante nestes ambientes.

### Modelos abstratos
Alguns enfoques acerca da origem da vida utilizam uma abordagem mais abstrata ou genérica. Ao invés de partir da natureza dos constituintes químicos dos sistemas vivos, guiam-se sobretudo por suas propriedades funcionais. Um dos modelos mais conhecidos nesta concepção é o dos hiperciclos, propostos por Manfred Eigen, como protótipos dos ciclos metabólicos primitivos. Outras propostas que fogem às especificidades da postulação de uma bioquímica primitiva são a proposta do "Garbage Bag World" ("Mundo Saco de Lixo"), do físico Freeman Dyson endossada por Robert Shapiro . e o modelo de complexidade de Stuart Kauffman A primeira propõe que vesículas contendo coleções de compostos químicos formadas ao acaso competissem em viabilidade até que uma delas apresentasse todas as características de um sistema vivo primitivo. Sugere ainda que o metabolismo e a reprodução tivessem surgido independentemente e que os organismos atuais descenderiam de uma célula onde tivesse ocorrido a simbiose dos dois processos. Kauffmann defende, com base em modelos puramente matemáticos, que coleções suficientemente complexas de compostos químicos podem vir a "cristalizar" ciclos metabólicos.

### Modelos metabólicos (mundo dos tioésteres)
A ideia de que o funcionamento dos processos metabólicos atuais pode fornecer pistas importantes para a compreensão da bioquímica dos primeiros seres vivos é a base de uma visão "metabólica" da origem da vida, onde se destacam os estudos de Harold Morowitz e Christian de Duve. Coube a De Duve a formulação de um modelo mais preciso, postulando a congruência entre o metabolismo primitivo e a bioquímica dos seres vivos atuais, onde a função central da Acetil-S-Coenzima A no metabolismo energético teria sido precedida por compostos derivados da esterificação de ácidos carboxílicos (RCOOH) com tióis (RSH), os tioésteres (RCOSR).

### Mundo do RNA
A proposição do "mundo do RNA" feita por Walter Gilbert em 1986, é baseada na descoberta do fato que estas moléculas são capazes tanto de armazenar informação (como o ADN na maior parte dos organismos vivos atuais), quanto de promover reações metabólicas (como atualmente as enzimas, de natureza proteica). Além das evidências experimentais, que apontam para um rico repertório de atividades catalíticas e para a capacidade de replicação e evolução deste material, há, nos organismos vivos, inúmeros indícios deste "mundo do RNA", como a natureza química dos co-fatores enzimáticos (ex: NADH, CoA) estruturalmente relacionados com os monômeros do RNA e os processos de reprodução de vários tipos de vírus, tidos como remanescentes de formas primitivas de vida. Dentre as hipóteses formuladas, esta é considerada a melhor fundamentada porque alia reprodução e catálise em uma única molécula.
A hipótese de "Mundo do RNA" teve um grande impulso em 2009. Os químicos da Universidade de Cambridge, no Reino Unido, relataram que tinham descoberto que compostos precursores relativamente simples chamados acetileno e formaldeído que poderiam sofrer uma seqüência de reações para produzir dois de RNA com quatro blocos de construção de nucleótidos, mostrando um percurso plausível para que o ARN possa ter se formado por si mesmo, sem a necessidade de enzimas na sopa primordial. Os críticos, no entanto, ressaltaram que o acetileno e formaldeído ainda são moléculas instáveis e não existe nenhuma evidência geológica da sua presença na atmosfera primordial.
No estudo de 2015, Dr. Sutherland e seus colegas decidiram trabalhar esses produtos químicos retroativamente para ver se eles poderiam encontrar uma rota para o RNA a partir de matérias-primas ainda mais simples. Na edição de março de 2015 da "Nature Chemistry", a equipe de Sutherland relata que ele criou precursores de ácidos nucleicos começando com apenas cianeto de hidrogênio (HCN), sulfeto de hidrogênio (H2S) e ultravioleta (UV). O que é mais, Sutherland diz, as condições que produzem precursores de ácidos nucleicos também criar as matérias-primas necessárias para fazer aminoácidos naturais e lipídios. Isso sugere que um único conjunto de reações poderia ter dado origem à maioria dos blocos de construção da vida simultaneamente . Contudo, o HCN é mortal porque interfere em nas reações da respiração celular, ligando-se ao citocromo C e deixando-o inativo.
A equipe de Cambridge argumenta que os primórdios da Terra foi um ambiente favorável para essas reações. HCN é abundante em cometas, que choveram de forma constante durante as primeiras centenas de milhões de anos de história da Terra. Os impactos também teriam produzido energia suficiente para sintetizar HCN a partir de hidrogénio, carbono e azoto. Da mesma forma, a equipe diz, H2S foi pensado para ter sido comum nos primórdios da Terra, como era a radiação UV que poderiam conduzir as reações e minerais contendo metais que poderiam tê-los catalisadas. Ainda existem muitos saltos a serem explicados nessa teoria: entre a química pré-biológica e o mundo RNA: a síntese da ribose, a síntese das bases nucleicas, a disponibilidade dos fosfatos e a junção entre as partes.
Todas essas sínteses apresentam problemas a partir das moléculas iniciais, e sua ausência atual na atmosfera, na água força a uma situação em que se utilizam condições naturais que não estão mais presentes. Um artigo de Benner, menciona problemas relacionados com a síntese do RNA, que alguns pesquisadores do campo chamaram “um pesadelo do químico prebiótico”i
1. O problema do asfalto, que reflete a propensão das moléculas orgânicas em formar misturas complexas, especialmente a ribose e carboidratos precursores;
2. o problema da água, refletindo a instabilidade termodinâmica da maioria das ligações no RNA em respeito à hidrólise em água;
3. o problema do fosfato, que vem da necessidade de fósforo disponível para a cadeia do RNA;
4. o problema da concentração, que reflete a necessidade de quantidades substanciais dos monômeros precursores do RNA.

### Visões alternativas

#### Panspermia

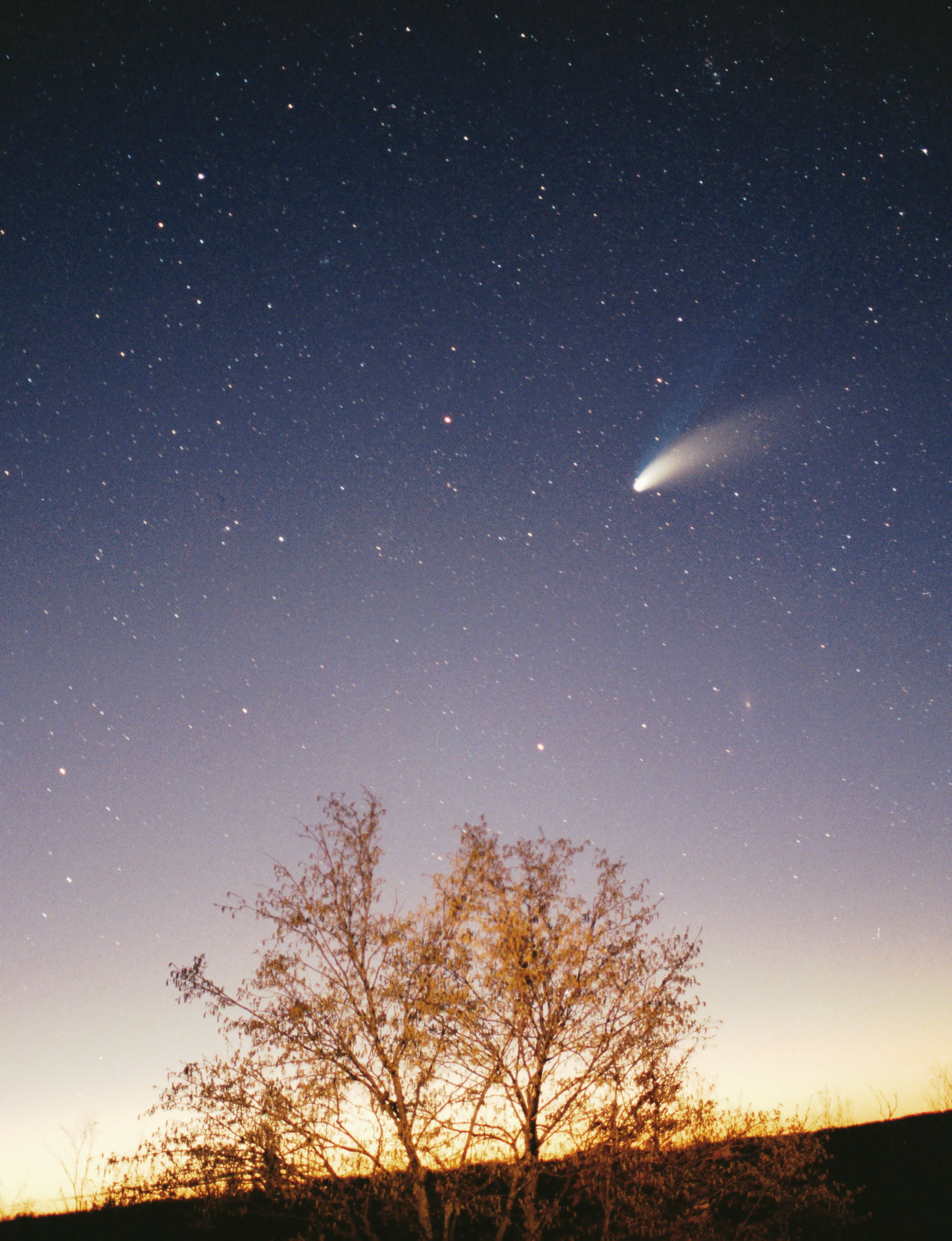
O cometa Hale Bopp. Os cometas poderiam ter contribuído no aporte de compostos orgânicos à Terra primitiva.

A panspermia é a hipótese de que os seres vivos não se originaram em nosso planeta, mas sim em outro ponto do universo, tendo sido transportados pelo espaço cósmico, possivelmente sob forma de esporos. Seus defensores argumentam que o lapso de  tempo necessário à evolução da vida seria maior que os 4,5 bilhões de anos desde a formação da Terra, mas não oferecem nenhuma ideia de onde ou como a vida teria realmente surgido. Observe-se, porém, que a possibilidade de compostos orgânicos simples formados em cometas ou em outros pontos do espaço é aceita por muitos defensores do modelo clássico para a origem da vida. Em 2016, cientistas anunciaram que a nave espacial Rosetta fez várias detecções do aminoácido glicina, usados pelos organismos vivos para produzir proteínas, na nuvem de gás e poeira circundando o cometa 67P. Detectando diretamente compostos orgânicos essenciais em um cometa, reforça a noção de que esses objetos celestes entregaram tais blocos de construção química para a vida há muito tempo atrás para a Terra e todo o sistema solar.

#### Ecopoese
O modelo da Ecopoese postula que os ciclos geoquímicos dos elementos biogênicos, dirigidos por uma atmosfera primordial rica em oxigênio, foram a base de um metabolismo planetário, que precedeu e condicionou a evolução gradual da vida organismal.  Esta visão contraria a ideia tradicional de que a ação dos organismos é a grande responsável pelas características principais do ambiente terrestre. É também consistente com as crescentes evidências de uma atmosfera oxidante. desde o início da formação de nosso planeta e com a antiguidade do metabolismo aeróbico, comparado à fotossíntese oxigênica.